# Акира Куросава
Акира Куросава (транслит. ; Омори, Токио, 23. март 1910 — Сетагаја, Токио, 6. септембар 1998) био је јапански филмски режисер, сценариста и продуцент. Сматра се једним од најзначајнијих личности из света филма. Током каријере, која је трајала 57 година, режирао је 30 филмова.
Због сложености ауторске личности, којом надмоћно надвладава сложене распоне разнородних драмских структура, на западу је назван Шекспиром савременог филма, док је у домовини добио надимак император. Куросава је неоспорно један од снажнијих и оригиналнијих аутора јапанске и светске кинематографије. Јединствену тему свога стваралаштва Куросава одређује питањем „зашто људи не могу срећније да живе заједно?“.

Филмом је почео да се бави 1936. године, након кратког периода током којег се бавио сликарством. После неколико година рада као асистент режисера и сценаристе, режира свој први филм 1943. године – Санширо Сугата. После рата, режира филм Пијани анђео који је критика добро примила. У том филму први пут се појављује Тоширо Мифуне, глумац који ће касније обележити многе Куросавине класике. Овим филмом Куросава се учвршћује у Јапану као један од најзначајнијих режисера. Тоширо Мифуне и Куросава су сарађивали у 15 филмских пројеката.
Рашомон, премијерно приказан у Токију августа 1950. године, у којем се такође појављује Тоширо Мифуне, постао је на изненађење свих добитник „Златног лава“ на Филмском фестивалу у Венецији 10. септембра, 1951. године. Након овог признања филм је приказан у Европи и Северној Америци. Како комерцијални тако и критички успех филма Рашомон, отворио је врата западне кинематографије и западног тржишта за „јапанске“ филмове, што је довело до међународног признања и других филмских стваралаца из Јапана.
Током педесетих и раних шездесетих година 20. века, Куросава је снимио неколико филмова, као што су Живети из 1952, Седам самураја из 1954. и Телесна стража из 1961. године.
Након што је средином шездесетих година 20. века настао нешто мање успешан стваралачки период код Куросаве, осамдесете године 20. века су донеле још два класика у виду филмова Кагемуша и Ран.

За филм Кагемуша награђен је по други пут „Златним лавом“ на Филмском фестивалу у Венецији, често бива награђиван и на осталим престижним филмским фестивалима, мада нешто ређе у самом Јапану.
Године 1990. добио је Оскара за животно дело. Данас, влада мишљење да је Куросава највећи филмски уметник са простора Азије, и један од највећих филмских стваралаца у свету.

## Живот и каријера

### Детињство и младост (1910—1935)
Куросава је рођен 23. марта 1910. године, у Омори, делу Токија. Његов отац Исаму, био је потомак породице бивших самураја, радио је као директор војног Института за физичку културу за децу средњошколског узраста, док је његова мајка Шима била ћерка трговца из Осаке. Акиро је био осмо и најмлађе дете у богатој породици Куросава. Он је одрастао са три сестре и једним братом, остала деца су умрла током младалачких дана.
Поред тога што је промовисао физичке вежбе, Исаму Куросава је био отворен и за западну традицију, и сматрао је да позориште као и филм имају поучно дејство. Он је своју децу васпитавао да гледају филмове. Акира је почео да гледа филмове као шестогодишњак. Значајан утицај на Акирино формирање личности имао је његов учитељ, господин Тачикава, који је у Акири пробудио љубав за цртеже и за образовање уопште.
Други велики утицај на младог Акиру оставио је Хеиго Куросава, Акирин, четири године старији брат. После великог земљотреса који је погодио Токио 1923. године, Хеиго је повео, тада тринаестогодишњег Акиру да види последице разарања. Када је Акира затражио да се склони од лешева којих је било свуда, Хеиго му је забранио да то уради, желећи да се Акира суочи са страховима.
Многи биографи сматрају да је овај догађај имао велики утицај на стваралаштво Акире Куросаве. Био је одлучан и непоколебљив као режисер у свом раду.
Хеиго је био надарен, али је убрзо након необезбеђивања места у најистакнутијој средњој школи у Токију, почео да се одваја од остатка породице. Крајем двадесетих година 20. века, Хеиго је постао наратор немих филмова у биоскопу у Токију где су се приказивали страни филмови, и брзо се прочуо у филмском свету. Акира, је у том периоду имао циљеве везане за сликарство, преселио се код брата и они су постали нераздвојни. Акира није био у стању да зарађује за живот бавећи се сликарством, па је тако губио ентузијазам за сликањем.
Снимањем све већег броја звучних филмова почетком тридесетих година 20. века филмски наратори, као што је био и Хеиго, почели су да губе посао. У јулу 1933. Хеиго је извршио самоубиство. Четири месеца касније Акира је остао без још једног брата. Са 23 године Акира је остао са једним братом и три сестре.

### Режисер на обуци (1935—1941)
Године 1935 нови филмски студио, познат као ПЦЛ, расписао је конкурс за асистента режисера. Иако није показао неку заинтересованост и посвећеност филму као професији, Куросава се пријављује за конкурс. Доставио је есеј, који се бави основним недостацима јапанског филма и начином да се тај проблем реши. Директор ПЦЛ-а, који је био међу испитивачима је инсистирао на прикључењу Куросаве њиховом студију. Куросава се придружио ПЦЛ-у фебруара 1936. године.
Током пет година проведених као асистент режисера, Куросава је радио са разним режисерима, али далеко најважнија личност у његовом развоју и сазревању као режисера, био је Каџиро Јамамото. Он је неговао Акирин таленат, промовишући га као првог асистента режисера (до тада је био трећи помоћник) после тек годину дана рада. Радио је разне послове као асистент, све га је занимало и све је брзо учио. Послови у распону од фазе изградње и филмског развоја, истраживање локација за снимање, пробе, осветљење, уређивање и друге ставке које је одрађивао као асистент редитеља нису му тешко падали. Последњи филм, који Куросава снима као асистент режисера је Ума из 1941. године. У том филму је Акира преузео највећи део послова, пошто је Јамомото био заокупљен снимањем другог филма.
Важан савет који је добио од Јамамота је да добар режисер мора да усаврши писање сценарија. „Добар редитељ уз лош сценарио не може да направи добар филм, осредњи редитељ уз добар сценарио може да направи добар филм.“ Куросава је убрзо схватио да зарада од његових сценарија може да буде одлична. Током своје филмске каријере Куросава је писао сценарије за своје филмове, али исто тако је писао сценарије и за друге редитеље.

### Ратни филмови и брак (1942—1945)
Две године након премијерног приказивања филма Ума из 1941, Куросава је тражио причу коју би могао да искористи за почетка редитељске каријере. Крајем 1942, око годину дана што је Јапан објавио рат Сједињеним Америчким Државама, романописац Цунео Томита је објавио роман Мусаши Мијамото. Куросава је купио књигу дан по објављивању. Затражио је од продукцијске куће Тохо да обезбеди филмска права. Куросавин инстинкт око овог романа се брзо показао као оправдан. Наиме, у року од неколико дана, три велика филмска студија су послала понуду за откуп права. Тохо је однео превагу и Куросава је започео припреме за снимање свог првог филма.
Снимање филма Санширо Сугата почело је у Јокохами у децембру 1942. године. Рад на филму ишао је глатко, али потом стиже цензура власти. Противници филма заговарају идеју да је филм „британско-амерички“ и само је интервенцијом режисера
Јасуџиро Озуа филм премијерно приказан 25. мартаа 1943. године. Филм је добио веома добре критике а остварио је и комерцијални успех. Ипак цензура је утицала на скраћење оригиналне верзије филма за 18 минута; тај материјал се данас сматра изгубљеним.
У наставку каријере се окренуо снимању филма Најлепше из 1944. године. Филм прати раднице у фабрици током рата. То је био полудокументарни филм, снимљен 1944. године. Ради што веродостојнијег приказивања филма публици захтевао је од својих глумица да спавају у фабрици током снимања, да се хране у фабрици и да једни друге називају именима ликова које тумаче у филму.
Такве методе је примењивао током своје касније каријере.
Током снимања глумица која тумачи лик вође радника, Јоко Јагучи, изабрана је од својих колега да изнесе своје захтеве Куросави. Она и Куросава су стално били у некој свађи, и звучи парадоксално, али их је то незадовољство спојило. Венчали су се 21. маја 1945. године и живели су заједно све до њене смрти 1985. године. Добили су двоје деце, сина Хисаоа (20. децембар, 1945) радио је као продуцент на неколико филмова, и ћерку Казуко (29. април 1954) која је постала костимограф.
Непосредно пре његовог брака, Куросава је под притиском морао да сними наставак свог првенца, Санширо Сугата: други део.
Овај филм је премијерно приказан у мају 1945. године, и сматра се за један од најлошијих Куросавиних филмова.
Куросава је одлучио да напише сценарио за филм који ће бити и приступачнији властима и јефтинији за производњу. Људи који су ишли по тигровом репу, на основу „кабуки“ представе, филм је завршен у септембру 1945. године. У то време почиње окупација Јапана. Да је рат настављен филм вероватно не би доживео пројекцију, јер се сматрао превише „прозападним“, за укусе власти у Јапану.

## Режисерски приступ
Куросава је имао јединствену сниматељску технику, коју је развио до педесетих година, а која је његовим филмовима давала јединствен изглед. Волео је користити даљинска сочива, јер су издуживала кадар те зато што је веровао да ће постављањем камера даље од глумаца од њих добити боље извођење. Осим тога, користио је и неколико камера што му је омогућавало да сними акцијску сцену из разних углова. Још један Куросавин заштитни знак био је кориштење временских елемената како би дочарао атмосферу: на пример јака киша у уводној сцени Рашомона, и посљедња битка у Седам самураја, снажна врућина у Псу луталици, хладни ветар у  Телесној стражи, снег у  Живети и магла у  Крвавом престолу.
Због свог режисерског стила је био познат као „Тено“, дословно „Император“. Био је перфекциониста који је проводио много времена и трошио много труда како би постигао жељене визуелне ефекте. У Рашомону је воду обојио црном калиграфском тинтом како би постигао ефект јаке кише, а све је завршило тиме да је потрошио целе залихе воде на локацији како би приказао олујну кишу. У Крвавом престолу, последња сцена у којој Мифунеа погађају стрелама, Куросава је користио праве стреле које су испаљивали стрелци стручњаци из непосредне близине, а завршавале су неколико центиметара од Мифунеовог тела. У Хаосу, цео сет дворца је саграђен на обронцима планине Фуџи само како би био спаљен до темеља у последњој сцени.
Познате су и приче како је захтевао да се ток реке окрене у супротном смеру како би се постигли бољи визуелни ефекти или да се уклони кров куће јер је сматрао како би присутност крова била неатрактивна у краткој секвенци сниманој из воза.
Његов перфекционизам се огледао и у приступима костимима: мислио је како не би изгледало нимало аутентично да глумцима да нове костиме. Како би то решио, често је глумцима давао њихове костиме недељама пре снимања и захтевао од њих да их носе свакодневно, да се „повежу с њима“. У неким случајевима, као што је Седам самураја, где је већина глумаца портретирала сиромашне фармере, глумцима је речено да би до почетка снимања костими требало да изгледају као прави дроњци.
Куросава је веровао како „готова“ музика не иде добро с филмом. Након што би одабрао музички комад како би пратио сцене, обично их је редуковао на један елемент (нпр. само трубе). Тек на крају његових филмова се чују довршенији комади.

## Утицаји
Позната компонента Куросавиних филмова је ширина његових уметничких утицаја. Неке од његових радњи су адаптације дела Вилијама Шекспира. Хаос је темељен на Краљу Лиру, Крвави престо на Мекбету, док филм Зли мирно спавају има паралела с Хамлетом, али нема потврде да је то била примарна инспирација. Куросава је режирао и екранизације руских књижевних дела, укључујући Идиота Фјодора Достојевског и На дну, позоришни комад Максима Горког.  Живети је темељен на Смрти Ивана Иљича Лава Толстоја. Дерсу Узала је био темељен на истоименим мемоарима руског истраживача Владимира Арсенејева из 1923. године. Делови приче из Риђобрадог могу се наћи у Увређенима и пониженима Достојевског.
Између неба и пакла је био темељен на King's Ransom америчког писца кримића Еда МцБаина. Телесна стража је вероватно темељена на роману Дашиела Хамета Црвена жетва, с додатком америчких вестерна, док је Пас луталица инспирисан детективским романима Џорџа Сименона. Амерички редитељ Џон Форд такође је извршио велики утицај на његов рад.
Иако су му неки јапански критичари приговарали да је „прозападњачки“, Куросава је био и под утицајем јапанске културе, укључујући кабуки и нох позоришта и жанром Јидајигеки (драме тог периода).
Кад је Куросава отишао да упозна Џона Форда, режисера за кога се обично говорило да је извршио највећи утицај на Куросаву, Форд је једноставно рекао, „Стварно волиш кишу“. Куросава је одговорио, „Стварно си обраћао пожњу на моје филмове“?

## Награде
Америчка филмска академија
- 1975. - Најбољи страни филм Дерсу Узала
- 1990. - Почасни оскар за животно дело

Берлински филмски фестивал
- 1959. - Најбоља режија Скривена тврђава

Британска филмска академија
- 1980. - Најбоља режија Кагемуша

Француска филмска академија
- 1980. - Најбољи страни филм Кагемуша

Кански филмски фестивал
- 1980. - Златна палма за најбољи филм Кагемуша

Удружење критичара Њујорка
- 1985. - Најбољи страни филм Ран

Венецијански филмски фестивал
- 1951. - Најбољи филм Рашомон
- 1954. - Најбоља режија Седам самураја
- 1982. - Почасна награда за животно дело